# Kommanahalli, Malur
Kommanahalli là một làng thuộc tehsil Malur, huyện Kolar, bang Karnataka, Ấn Độ.